# Raampoort (Haarlem)
De Raampoort was een stadspoort in de Nederlandse stad Haarlem. De poort was gelegen op het Wilsonsplein bij de Raambrug en de stadsschouwburg.
De Raampoort werd geslecht in 1849 samen met de afbraak van de stadsmuren van Haarlem. Op de plaats van de Raampoort kwam het Raamhek, een simpel hekwerk met portierswoning. Het Raamhek met portierswoning werd in 1870 gesloopt.

## Fotogalerij

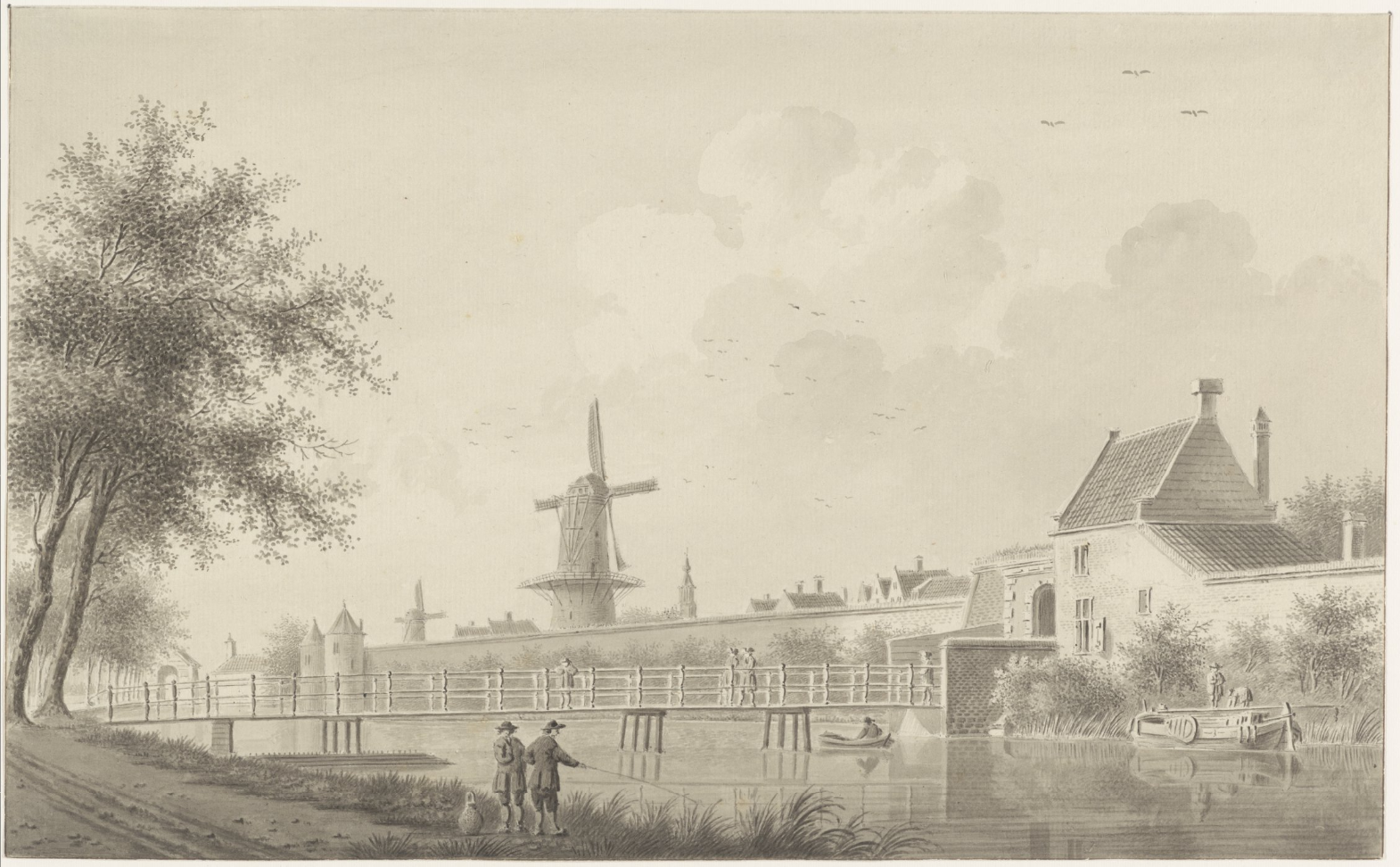
Zuidwestzijde Raampoort
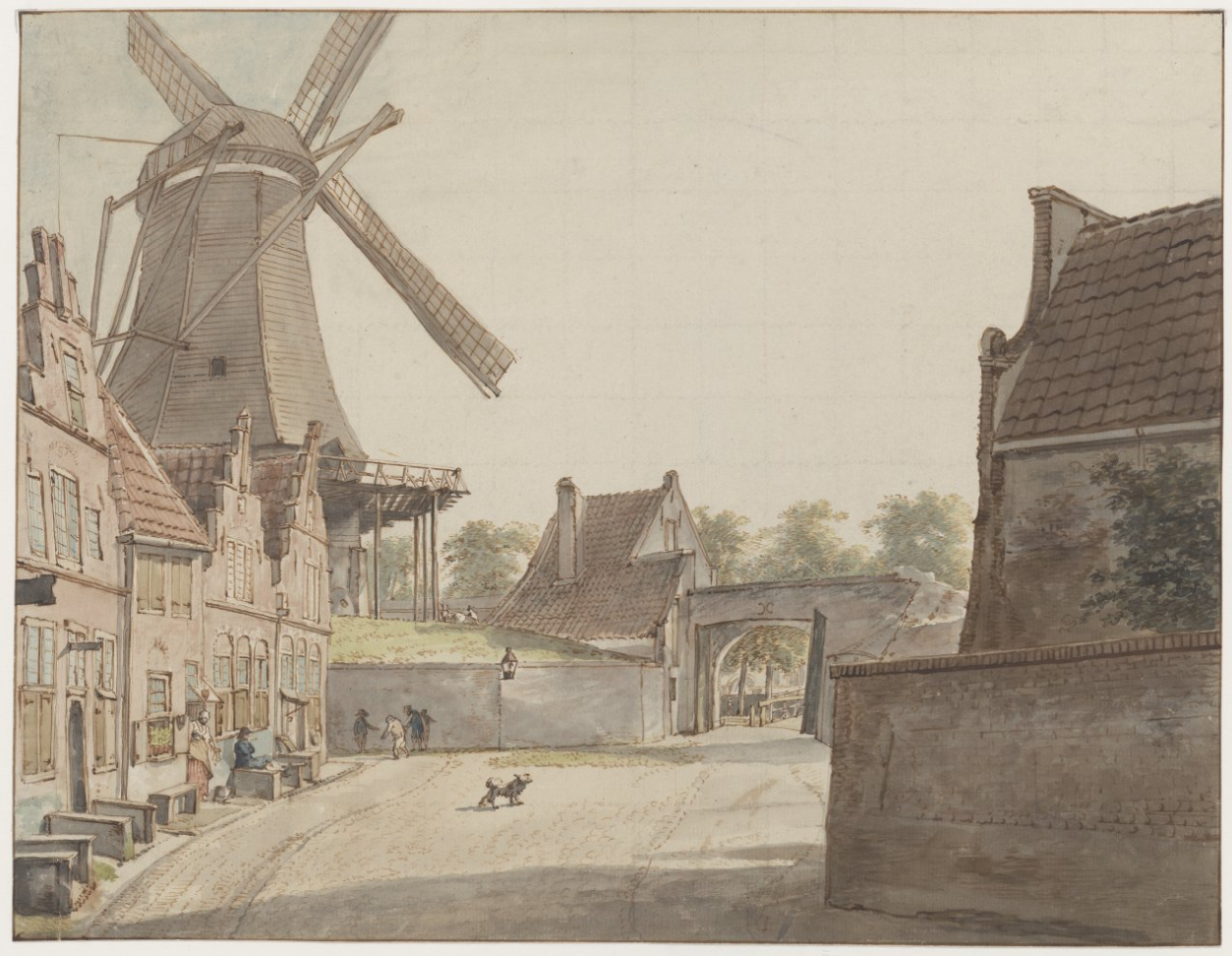
Oostzijde Raampoort, gezien vanaf de Bereiderstraat (Sophiastraat)

Amsterdamse Poort · Schalkwijkerpoort · Eendjespoort · Kleine Houtpoort · Grote Houtpoort · Raampoort · Raakstorens · Zijlpoort · Kruispoort · Janspoort · Nieuwpoort / Kennemerpoort · Catrijnenpoort · Deymanspoort · Vrouwehek